# Нарусова, Людмила Борисовна
Людми́ла Бори́совна На́русова (род. 2 мая 1951, Брянск, РСФСР, СССР) — российский политический и общественный деятель. Сенатор Российской Федерации с 23 сентября 2016 года. Входит в Комитет Совета Федерации по конституционному законодательству и государственному строительству.
Сенатор (член Совета Федерации РФ) (2002—2012 и с 2016) от Республики Тыва (в 2010—2012 годах — от Брянской области). Депутат Государственной думы Российской Федерации (1996—2000). Член общественного совета Российского еврейского конгресса.
Вдова первого мэра Санкт-Петербурга Анатолия Собчака и мать журналистки и телеведущей Ксении Собчак.

## Биография

### Ранняя жизнь
Родилась 2 мая 1951 года в Брянске. Отец — Борис Моисеевич Нарусов (по другим данным, Нарусович; 1923—2008), еврей, был командиром взвода роты охраны Военной комендатуры района Швайниц, округа Мерзебург, младший лейтенант, служил в воинской части комсоргом, директором Дома культуры, потом окончил исторический и дефектологический факультеты и стал директором школы для глухих в Брянске.
Мать — Валентина Владимировна Нарусова (в девичестве Хлебосолова) работала в кинотеатре «Октябрь» в Брянске, администратором, потом — директором. У Людмилы есть старшая сестра Лариса.
В 1967 году работала лаборантом областной вечерней школы для глухих и слабослышащих в Брянске.

### Образование
С 1969 года — студентка дневного отделения ЛГУ имени А. А. Жданова.
В начале 1970-х произошёл развод с первым мужем «из-за кооперативной квартиры».
В 1974 году окончила исторический факультет ЛГУ. С 1974 года — аспирантка Ленинградского отделения Института истории СССР АН СССР. Кандидат исторических наук (1980, диссертация «Общественно-политические взгляды декабристов в 50—60-х XIX в.»).

### Карьера
В 1978 году преподаватель Ленинградского государственного университета имени А. А. Жданова, редактор общественно-политической редакции издательства и типографии ЛГУ имени А. А. Жданова. Работала в библиотеке.
С 1980 года — жена Анатолия Собчака. С 1981 года — ассистент, старший преподаватель, доцент кафедры истории, докторант Ленинградского государственного института культуры им. Н. К. Крупской.

## Общественная и политическая деятельность
Никогда не являлась членом КПСС, по политическим воззрениям, согласно собственным словам, демократ, отстаивает либеральные и общечеловеческие ценности.
В 1990 году была основательницей первого в СССР хосписа по оказанию помощи онкологическим больным, появившегося в Ленинграде.
В 1993—1995 годах помогала организовывать в Санкт-Петербурге хосписы — больницы для обречённых, умирающих раковых больных. Создала Мариинский фонд, который готовил захоронение останков императора Николая II.
В декабре 1995 года избрана депутатом Государственной Думы Федерального Собрания Российской Федерации по федеральному списку движения «Наш дом — Россия» (по Санкт-Петербургу). В Думе вошла во фракцию НДР, комитет по делам женщин, семьи и молодёжи,  возглавляла комиссию по выплатам компенсаций узникам фашистских лагерей.
В 1999 году проиграла выборы в Госдуму III созыва по Брянскому одномандатному округу. Выдвигаясь от партии «Наш дом — Россия», Нарусова набрала 6 % голосов, её опередили Шандыбин, член КПРФ, занявший первое место (26 %), Николай Денин, беспартийный, будущий Губернатор Брянской области (23 %) и Комогорцева, член «Союза правых сил» (15 %).
После смерти Анатолия Собчака в феврале 2000 года была избрана председателем политического консультативного совета Санкт-Петербурга. С этого же года Нарусова — советник руководителя Администрации Президента Российской Федерации (в период Александра Стальевича Волошина) и президент Санкт-Петербургского общественного фонда Анатолия Собчака.
В марте 2000 года стала доверенным лицом и. о. Президента РФ Владимира Путина на предстоящих выборах.
В апреле 2000 года указом Президента России Владимира Путина Нарусова была назначена председателем наблюдательного совета российско-германского Фонда взаимопонимания и примирения. С октября 2000 года по апрель 2002 года — представитель Правительства Российской Федерации в попечительских советах фонда «Память, ответственность и будущее» ФРГ и «Фонда примирения Австрийской Республики».
С 2000 года Нарусова — автор и ведущая телепрограммы «Свобода слова» (Санкт-Петербургская редакция РТР). В 2002 году недолгое время была ведущей ток-шоу «Цена успеха» на общероссийском канале РТР в паре с журналистом Фёдором Павловым-Андреевичем. С марта 2007 по январь 2009 года — ведущая программы «Комната отдыха» на телеканале НТВ.
8 октября 2002 года Нарусова избрана представителем в Совете Федерации Федерального собрания РФ от парламента Тувы — Великого хурала, сменив Чанмыра Удумбара. 16 октября 2002 года утверждена в качестве члена верхней палаты. Член Комитета Совета Федерации Федерального собрания Российской Федерации по науке, культуре, образованию, здравоохранению и экологии. Член Комиссии Совета Федерации Федерального собрания Российской Федерации по информационной политике.
На первом съезде «Российской партии жизни» в апреле 2003 года Нарусова была избрана в её руководящий орган, в общенациональный совет. Помимо этого, была избрана в президиум партии, в состав которого также вошли Сергей Миронов, Дмитрий Медведев, Михаил Горбачёв и Владимир Лукин.
В 2004 году Людмила Нарусова голосовала против отмены прямых губернаторских выборов.
В октябре 2005 года была принята в Санкт-Петербургский союз журналистов для того, чтобы участвовать в разработке нового закона о СМИ.
С февраля 2006 года — председатель комиссии Совета Федерации по информационной политике, занимающейся изучением информационного и медийного рынка, интернета и выработкой законодательных предложений в этой сфере. Член Комитета Совета Федерации по науке, образованию, здравоохранению и экологии. Член Комиссии Совета Федерации по жилищной политике и жилищно-коммунальному хозяйству.
С 13 октября 2010 года представитель в Совете Федерации от исполнительного органа государственной власти Брянской области. Председатель Комиссии Совета Федерации по информационной политике. Член Комитета Совета Федерации по образованию и науке.
В 2007 году на выборах в Государственную думу возглавила брянский список «Справедливой России», хотя и заявляла, что депутатский мандат ей не нужен, сознательно стала «паровозом», так как, по её мнению, «закон сегодня предполагает наличие паровозиков».
22 октября 2012 года полномочия Нарусовой в Совете Федерации прекращены губернатором Брянской области Н. Дениным.
5 апреля 2013 года Людмилу Нарусову исключили из «Справедливой России». По заявлению председателя партии Николая Левичева, Нарусову исключили за утрату связей с партией. Сама Нарусова заявила, что никогда не была членом партии и даже не имела никогда партийного билета: «…исключать человека, который не имеет партийного билета, по-моему, это такое новшество, которое только для этой партии характерно». Нарусова призналась, что действительно вступала в партию по просьбе Миронова много лет назад, ещё в экологическую «Партию жизни», и ушла после объединения с «Партией пенсионеров», «Родиной» и прочими: «Когда произошло объединение, я поняла, что мне с ними не по пути. А уж тем более, когда в 2006 году было провозглашено, что они собираются строить социализм № 3».
С 23 сентября 2016 года член Совета Федерации от исполнительной власти Республики Тыва. Срок окончания полномочий — сентябрь 2021 года — продлены в сентябре 2021 года — истекают в сентябре 2026 года.
В апреле 2019 года заявила о готовности помочь депутату Псковского областного собрания депутатов, члену «Яблока» Льву Шлосбергу с внесением закона о неуважении власти к народу, если ему не удастся в Пскове, инициировав это в Совете Федерации.
В июле 2019 года сказала, что толчком к развитию Республики Тыва, в которой зафиксирован самый низкий уровень дохода среди российских регионов и представителем которой в Совете Федерации является Нарусова, может быть строительство железной дороги, которой она, по её словам, занимается уже 10 лет, но сроки реализации этого проекта зависят больше от РЖД и Министерства экономического развития, чем от неё самой.
В марте 2020 года была одним из трёх членов Совета Федерации, которые воздержались при голосовании по закону о поправках к конституции.
В марте 2021 года Людмила Нарусова была внесена в «чёрный список» Украины.
После серии публикаций в сети видео из саратовской туберкулёзной больницы для заключённых, в начале февраля 2022 года Нарусова внесла в Государственную думу пакет инициатив по борьбе с пытками.
В феврале 2022 года, когда Владимир Путин объявил о признании независимости ДНР и ЛНР, Нарусова не поддержала использование российской армии в самопровозглашённых республиках востока Украины.
21 сентября 2022 года была единственным сенатором, проголосовавшим против пакета поправок, которые вводят в Уголовный кодекс понятия «мобилизация» и «военное положение». Также была единственным сенатором, который задал вопрос перед голосованием о вхождении в состав России новых регионов. Обратившись к заместителю министра иностранных дел, она сказала: «...С даты подписания указанных договоров линия соприкосновения изменилась, и в настоящее время нам рекомендуют принять в состав РФ области, часть территорий которых занята вооружёнными силами другой страны. Я, признаться, рассчитывала на объяснение этого беспрецедентного факта Конституционным судом, но, увы…». Утверждает, что не голосовала за присоединение территорий.
Несмотря на негативную оценку действий российской власти, с конца сентября 2022 года Людмила Нарусова, как член Совета Федерации, находится под санкциями США.
15 марта 2023 года стала единственным сенатором, проголосовавшим против закона об ответственности за дискредитацию участников вторжения на Украину, заявив, что этот закон не объясняет разницу между критикой и дискредитацией.
12 апреля 2023 года оказалась единственным сенатором, проголосовавшим против закона о едином реестре военнообязанных и электронных повестках.
В феврале 2024 года по решению руководства Совета Федерации Нарусову лишили доступа к документам, содержащим государственную тайну, что означает запрет на посещение заседаний, где представлены документы, содержащие сведения, составляющие государственную тайну или документы с грифами «секретно», аналогичные ограничения касаются и помощников Нарусовой.

## Награды
- Медаль «В память 850-летия Москвы» (1997)
- Медаль «В память 300-летия Санкт-Петербурга» (2003)
- Медаль «За верность Грузии» (Грузия, 2001)[36]
- Почётный знак «За достижения в культуре» (Министерство культуры Российской Федерации, 2004)[37]
- Почётное звание «Заслуженный работник республики Тыва» (2004)[38]
- Почётная грамота Совета Федерации (2012)[39]

## Взгляды и резонансные высказывания
Как член движения «Объединение гражданского сопротивления фашизму», Нарусова выступает за ограничение деятельности радикальной части русских националистических организаций. Согласно одному из её заявлений, выдвигаемый ими лозунг «Россия для русских» антиконституционен и преступен.
В июне 2012 года при рассмотрении Советом Федерации поправок в закон о митингах Нарусова выразила протест против его поспешного продвижения. Она посчитала это устрашением перед митингом 12 июня, и покинула зал заседаний.
В июле 2012 года Нарусова отрицательно отреагировала на принятие Парламентской ассамблеей ОБСЕ «резолюции Магнитского» и подчеркнула, что «определять список виновных до следствия, без судебного решения — это не методы правового государства». Сенатор отметила, что фактически ряд государств пытается использовать «дело Магнитского» как «дубинку в политических играх». По мнению сенатора, справедливому следствию и поиску истины в первую очередь мешает отказ от дачи показаний главного свидетеля — гендиректора фонда Hermitage Capital Уильяма Браудера. Между тем, отказ Браудера от дачи показаний в России обусловлен тем, что СК РФ рассматривает его в первую очередь не как свидетеля по делу о смерти Магнитского, а как подозреваемого в уклонении от уплаты налогов на сумму 5,4 миллиарда рублей.
На президентских выборах 2018 года голосовала за Ксению Собчак. Заявляла, что, если бы участвовал Навальный, проголосовала бы за него, хотя и не во всём согласна с ним.
В марте 2018 года Нарусова на заседании Совфеда, куда Мединский пришёл на правительственный час, обвинила его в безнравственности. Её выступление было прервано Валентиной Матвиенко, которая призвала не пользоваться площадкой Совета Федерации для пиара.
Выступала в защиту украинского кинорежиссёра Олега Сенцова. Призывает захоронить тела Ленина и Сталина вне пределов Московского Кремля. Считает необходимым подвергнуть законодательному запрету идеологию сталинизма, приравняв его к нацизму.
В январе 2019 года в эфире радиостанции «Эхо Москвы» Нарусова сделала некорректное заявление в адрес легендарного советского геолога азербайджанца Фармана Салманова, заявив что аэропорт Сургута назван «неудобопроизносимым» именем «Сулеймана ибн кого-то…». Имя геолога-первопроходца, первооткрывателя многих месторождений Тюменской нефти в народном голосовании «Великие имена России» сургутяне выбрали для названия аэропорта Сургута. Небрежные слова Нарусовой возмутили общественность и депутатов Сургута, вызвали критический резонанс также и в федеральных СМИ.
В марте 2019 года Нарусова стала единственной, кто открыто выступил перед своими коллегами в Совете Федерации против законопроекта о неуважении к власти в Интернете. Она считает, что законопроект противоречит Конституции, что само неуважение — понятие размытое, и это породит в правоприменительной практике судебный произвол.
2 марта 2021 года на заседании комитета по конституционному законодательству и государственному строительству Нарусова заявила «…когда я вижу каких-то маргинальных людей около Совета Федерации с непонятными требованиями, которые ну вообще ни в какие рамки не укладываются, ну неприятно это. Понимаете, прямо на ступеньках Совета Федерации стоят какого-то бомжового вида люди с требованиями…». Это вызвало волну негодования в социальных сетях. Позже она заявила, что её слова об участниках пикетов были вырваны из контекста. Она говорила о конкретном пикете, который проходил 2 марта у здания Совета Федерации: «Это был юбилей Михаила Сергеевича Горбачёва. И в этот день я иду на заседание, а на ступенях стоит человек… С плакатом, где он обвиняет Горбачёва, что он агент империализма, сионизма, и требует его судить…». Сенатор считает, что если бы встал человек с пикетом в поддержку Навального или ещё какого-то другого содержания, он бы не простоял там и 10 минут.
2 марта 2022 года попыталась выступить против ограничения вещания негосударственных средств массовой информации на заседании Комитета Совета Федерации по конституционному законодательству, выразила сомнения по поводу достоверности официальной информации о потерях в ходе вторжения России на Украину.
4 марта Нарусова на заседании Комитета Совета Федерации по конституционному законодательству и государственному строительству сообщила  в прямом эфире о тяжёлых потерях российских войск на Украине. Она утверждала, что знает о российской призывной роте численностью 100 человек, из которых «в живых осталось только четверо», когда часть была выведена.